# Haliphron atlanticus
Haliphron atlanticus é uma espécie de molusco pertencente à família Alloposidae.
A autoridade científica da espécie é Steenstrup, tendo sido descrita no ano de 1861.
Trata-se de uma espécie presente no território português, incluindo a zona económica exclusiva.